# Adenanthos
Adenanthos (Labill., 1805) è un genere di arbusti e piccoli alberi appartenenti alla famiglia delle Proteaceae. Il genere contiene 34 specie, 32 delle quali sono endemiche nel sud-est dell'Australia Occidentale, con le restanti comunque endemiche dell'Australia.

## Descrizione
A seconda della specie, le piante del genere Adenanthos si presentano sotto forma di arbusti rampanti o di arbusti eretti che possono raggiungere i tre metri di altezza. Essi hanno fogliame permanente, con foglie piccole e spesso vellutate. Le foglie hanno ghiandole da nettare, generalmente in punta alla foglia, ma in certe specie su tutta la superficie della foglia stessa. Queste attirano le formiche, che hanno un ruolo nella distribuzione dei semi dell'Adenanthos. A differenza delle altre specie appartenenti alla famiglia delle Proteaceae, quelle incluse in Adenanthos non hanno grandi fiori visibili, ma di piccole dimensioni, a terna e spesso nascosti tra il fogliame.

## Distribuzione e habitat
Le specie di Adenanthos sono molto diffuse nel sud-ovest dell'Australia Occidentale, vicino alla costa a partire da Geraldton fino a Esperance e al nord Kalgoorlie. Le due specie che crescono fuori di queste zone sono l'Adenanthos terminalis, che cresce lungo la costa fino all'Australia Meridionale, e ad ovest dello stato di Victoria, e l'Adenanthos macropodianus, che è endemico sull'isola dei Canguri.

## Tassonomia

### Specie
All'interno del genere Adenanthos sono attualmente incluse 34 specie, più due ibridi:
- Adenanthos acanthophyllus
- Adenanthos apiculatus
- Adenanthos argyreus
- Adenanthos barbiger
- Adenanthos cacomorphus
- Adenanthos cuneatus
- Adenanthos cygnorum
- Adenanthos detmoldii
- Adenanthos dobagii
- Adenanthos dobsonii
- Adenanthos drummondii
- Adenanthos ellipticus
- Adenanthos eyrei
- Adenanthos filifolius
- Adenanthos flavidiflorus
- Adenanthos forrestii
- Adenanthos glabrescens
- Adenanthos gracilipes
- Adenanthos ileticos
- Adenanthos intermedius
- Adenanthos intricatus
- Adenanthos labillardierei
- Adenanthos linearis
- Adenanthos macropodianus
- Adenanthos meisneri
- Adenanthos obovatus
- Adenanthos oreophilus
- Adenanthos pungens
- Adenanthos sericeus
- Adenanthos stictus
- Adenanthos teges
- Adenanthos terminalis
- Adenanthos velutinus
- Adenanthos venosus

Specie ibride naturali
- Adenanthos × cunninghamii
- Adenanthos × pamela